# Friedrich Leopold von Bosse
Friedrich Leopold von Bosse (* 15. Mai 1719 in Magdeburg; † 29. April 1802 in Sagan) war ein preußischer Generalleutnant, Chef des Dragonerregiments Nr. 11 und Amtshauptmann von Draheim.

## Leben

### Herkunft
Er war Angehöriger des Adelsgeschlechts von Bosse. Seine Eltern waren der Generalleutnant Heinrich Günther Gottfried von Bosse (1680–1755) und dessen Ehefrau Maria Isabella Margaretha, geborene von Eckhart.

### Militärlaufbahn
Bosse trat 1739 in preußische Dienste und kam in das Kürassierregiment „Bredow“. Er wurde 1741 Kornett, 1745 Leutnant, 1755 Stabsrittmeister und im Juli 1756 Rittmeister. Im Juni 1759 wurde er Major, 1769 Oberstleutnant und 1772 Oberst. Bereits 1770 wurde er zum Kommandeur des Kürassierregiments „Backhoff“ ernannt und 1777 kam er als Kommandeur in das Dragonerregiment „Kalkreuth“. Am 12. März 1778 wurde er zum Generalmajor ernannt und am 20. Mai 1787 auch noch Generalleutnant. 1778 wurde er noch Chef des Dragonerregiment „Mitzlaff“. Am 16. Mai 1780 erhielt er dazu die Amtshauptmannschaft von Draheim. Dazu erhielt er die Inspektion über die Schlesische Reiterei von Generalmajor Pannewitz. 1788 wurde er pensioniert, die Inspektion übergab er an den späteren General Köhler.
Er kämpfte seit 1740 in allen Feldzügen von Friedrich II. In der Schlacht bei Chotusitz verlor er allerdings das rechte Ohr und in der Schlacht bei Kunersdorf wurde er am rechten Fuß schwer verletzt.

### Familie
Er war mit Margarete Walther (1727–1791) einer Tochter des Kammerrats Walther von Ihlefeld aus Nordhausen verheiratet. Das Paar hatte mehrere Kinder:
- Friedrich Leopold (1765–1839), Landrat, Erbherr von Polnisch Langendorf ⚭ Amalie Gräfin von Salisch (1772–1799), Eltern des Generalleutnants Karl von Bosse
- Georg Albert Anton Gerhard (1767–1822), Landrat von Groß Wartenberg 1806 bis 1822 ⚭ Juliane Amalie Gräfin von Dyhrn[2]